# La Santé dans l'assiette
Pour plus de détails, voir Fiche technique et Distribution.
La Santé dans l'assiette (Forks over Knives, littéralement « les fourchettes plutôt que les couteaux ») est un film documentaire américain dirigé par le réalisateur de film indépendant Lee Fulkerson sorti en anglais en 2011. Il porte sur l'alimentation moderne et ses effets sur la santé publique et plaide pour une alimentation à base d'aliments complets d'origine végétale (plutôt que d'aliments transformés ou raffinés) pauvre en graisse comme moyen de combattre un certain nombre de maladies. Le film a été produit par Brian Wendel et John Corry. Le DVD de Forks over Knives a été lancé le 30 août 2011.

## Résumé
À travers un examen des carrières du médecin américain Caldwell Esselstyn et du professeur de biochimie nutritionnelle T. Colin Campbell (en), Forks over Knives suggère que « l'évolution de beaucoup, sinon toutes, les maladies dégénératives qui nous affligent peut être contrôlée, voire inversée, en rejetant notre alimentation actuelle basée sur les aliments transformés et d'origine animale. » Il fournit aussi une vue d'ensemble du projet China-Cornell-Oxford, long de 20 ans, qui mena aux trouvailles du professeur Campbell, esquissé dans son livre, The China Study (2005). Il y suggère que maladie cardiaque, diabète, obésité, et cancer peuvent être liés au régime alimentaire occidental d'aliments transformés et d'origine animale (y compris les produits laitiers).
En ce qui concerne la description dans ce film de l'approche nutritionnelle comme « phyto-basée avec des aliments complets » plutôt que « végétaliens » (terme qu'il évite d'ailleurs d'utiliser), le directeur Lee Fulkerson note (dans une interview avec le National Post du Canada) que « Le végétalisme signifie juste tout ce qui ne contient pas de produits issus d'animaux. Mais vous pouvez quand même encore manger des aliments hautement transformés qui sont végétaliens », dit-il, citant chips et frites comme exemple. « Le but est d'utiliser des aliments le moins transformés possible. »

## Distribution
- T. Colin Campbell (en), Ph.D
- Caldwell Esselstyn, Jr., M.D.
- Neal D. Barnard, M.D.
- Junshi Chen, Ph.D.
- Connie B. Diekman, MEd, RD, FADA
- David Klurfeld, Ph.D.
- Matthew Lederman, M.D.
- Alona Pulde, M.D.
- Doug Lisle, Ph.D.
- Terry Mason, M.D.
- John A. McDougall, M.D.
- Pam Popper, N.D.
- Rip Esselstyn

## Accueil
Le 22 mars 2014, sur le compilateur de notes Rotten Tomatoes, Forks over Knives a reçu un pourcentage de 59 % (22 frais, 15 pourris), basé sur 37 critiques. Sur Metacritic, le film a eu un score moyen de 57 sur 100, basé sur 18 avis, indiquant des avis partagés ou moyens.
Roger Ebert du Chicago Sun-Times donna au film trois étoiles sur quatre et déclare : « voici un film qui pourrait vous sauver la vie. » Il suggère aussi que Forks over Knives n'est pas subtil. Ça se déroule comme si ça avait été fait pour être vu par des docteurs dans une école de médecine. » Loren King du Boston Globe donna au film trois étoiles sur quatre et suggère que « ce que Une vérité qui dérange fit  pour le réchauffement climatique, le documentaire persuasif de Lee Fulkerson le fait pour un régime végan ». Carrie Rickey du Philadelphia Inquirer donna au film trois étoiles sur quatre et le décrit comme « un travail d'évangile alimentaire sérieux et rempli de faits. »
Sean O'Connell du The Washington Post donna au film deux étoiles sur quatre et argumente que c'est « une lecture intéressante et informative qui est saucissonnée en un documentaire austère et répétitif » et dit que « ça a désespérément besoin de charisme, d'humour ou de personnalité pour équilibrer le flot régulier de faits scientifiques qu'il nous est demandé d'absorber. » Rex Reed du New York Observer donna au film deux étoiles sur quatre et clame « Je suis sûr qu'il y a beaucoup à apprendre de Forks over Knives (le titre veut dire que les fruits et les légumes peuvent être mangés à la fourchette, tandis que ce qu'on coupe avec un couteau est mortel). » Corey Hall du Metro Times donna au film un "C" (A étant le meilleur et F le moins bon, ceci est le système de notation académique américain) et affirme que « quoi qu'il soit impossible de contester la supposition basique que manger plus de légumes est bon pour vous, Forks adopte une position anti-viande et - lactique persistante qui laisse la porte ouverte pour le criticisme. ».
Le film a gagné dans la catégorie Documentaire/Titre Intérêt Spécial 2012 de l'année de l’Entertainment Merchants Association’s Independent Home Entertainment Awards

## Livre
- Stone, Gene. Forks over Knives: La Voie Basé sur les Plantes vers la Santé. 2011[13].
- Sroufe, Del. Forks over Knives–The Cookbook. 2012.